# Estación de Collado Albo
Collado Albo es un apeadero que perteneció a la línea C-9 de Cercanías Madrid, ubicado en la Sierra de Guadarrama, dentro del término municipal de Navacerrada. 
Su tarifa correspondió a la Zona Verde según el Consorcio Regional de Transportes.
Hasta 1994, esta estación construida en 1923, tenía carácter facultativo, es decir, el tren se detenía exclusivamente a petición del interesado.
Originalmente Collado Albo contaba con doble vía para realizar cruces, también con un refugio para viajeros en el andén izquierdo y una fuente. La vía de apartado fue levantada y el refugio derruido a principios de la década de los 2000, tanto la fuente como los andenes aún se conservan.

## Líneas
| procedencia/destino | < estación  | Línea | estación >            | destino/procedencia |
| ------------------- | ----------- | ----- | --------------------- | ------------------- |
| Cercedilla          | Siete Picos |       | Puerto de Navacerrada | Cotos               |

## Lugares cercanos y de interés
Estación Biológica El Ventorrillo, Arroyo de la Fraguilla, Regajo de los Baldíos, Río Pradillo. 
La estación se utilizaba para hacer senderismo en la montaña ya que se encuentra en una zona lejana a la carretera.